# Dranem
Dranem, pseudonimo di Charles Armand Ménard (Parigi, 23 maggio 1869 – Parigi, 13 ottobre 1935), è stato un attore e cantante francese.

## Biografia

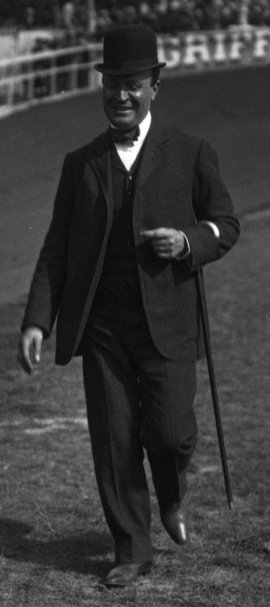
Dranem nel 1908

Dranem fu uno degli idoli della Belle Époque. Lo pseudonimo nasce dal bifronte del cognome Ménard.
Figlio di un artigiano-gioielliere, fu molto presto attratto dal caffè-concerto, ma i suoi inizi nel mondo dello spettacolo furono molto difficili.
Un giorno del 1896, comprò una piccola giacca succinta, pantaloni a quadretti troppo larghi e troppo corti, strisce gialle di verde, scarpacce sformate senza lacci e uno strano cappellino. La sera stessa, abbandonò il suo abituale costume e indossò questo strano vestito. Guance e naso truccati di rosso, arriva correndo, come se fosse inseguito. Si ferma davanti al buco del soffiatore e canta ad occhi chiusi, che apre solo per simulare la paura di tirare fuori simili incongruenze. E recita assurde tiritere con irresistibile effetto comico. È un trionfo. Il personaggio Dranem nacque così.
Successivamente si dedicò con eguale successo all'operetta.
Nel 1910 André Antoine lo volle come Sganarello nel Il medico per forza di Molière.
Fece anche apparizioni sullo schermo, e quindi nell'arco della sua carriera fu attore di varietà, di operetta, di teatro e di cinematografo.

## Canzoni
- Les Petits Pois (1904);
- La Bourra (1910);
- La Cacahuetera (parodia de La Violetera);
- Pétronille, tu sens la menthe;
- La Vigne aux moineaux;
- V'l'à l'rétameur !;
- La Jambe en bois;
- On ne me comprend pas;
- Le Plombier rigolo;
- Raymonde;
- J'en suis un;
- La Chanson du doge;
- Mon cœur est un compartiment (1925);
- Le Trou de mon quai (1928);
- Henri, pourquoi n'aimes-tu pas les femmes (1929).

## Le operette
- Flup (1920);
- Là-Haut (1923);
- La Dame en décolleté (1923);
- En chemyse (1924);
- Troublez-moi (1924);
- PLM (1925);
- Trois jeunes filles nues (1925);
- Le Diable à Paris (1927);
- Vive Leroy (1929);
- Vous permettez ? (1929);
- Louis XIV (1929);
- Bégonia (1930);
- Six Filles à marier (1930);
- Couss-Couss (1931);
- Encore cinquante centimes (1931);
- Il est charmant (1931);
- Un soir de réveillon (1932);
- Deux Sous de fleurs (1933);
- Les Sœurs Hortensia (1934);
- Tonton (1934).

## Filmografia
- Le salut de Dranem, regia di Ferdinand Zecca - cortometraggio (1901)
- Le saint de Dranem - cortometraggio (1901)
- Bonsoir m'sieurs dames, regia di Alice Guy - cortometraggio (1902)
- L'assassinat de Mac Kinley, regia di Ferdinand Zecca - cortometraggio (1902)
- Ma tante, regia di Ferdinand Zecca - cortometraggio (1903)
- La Purge, regia di Ferdinand Zecca - cortometraggio (1904)
- Le Mitron, regia di Ferdinand Zecca - cortometraggio (1904)
- Lahury réserviste - cortometraggio (1904)
- Allumeur-Marche, regia di Alice Guy - cortometraggio (1905)
- Le Trou de mon quai, regia di Alice Guy - cortometraggio (1905)
- Le boléro cosmopolite, regia di Alice Guy - cortometraggio (1905)
- Cucurbitacée, regia di Alice Guy - cortometraggio (1905)
- L'enfant du cordonnier, regia di Alice Guy - cortometraggio (1905)
- Five O'Clock Tea, regia di Alice Guy - cortometraggio (1905)
- Les P'tits Pois, regia di Alice Guy - cortometraggio (1905)
- V'la le rétameur, regia di Alice Guy - cortometraggio (1905)
- Le Vrai Jiu-jitsu, regia di Alice Guy - cortometraggio (1905)
- Être légume, regia di Alice Guy - cortometraggio (1905)
- Le Rêve de Dranem, regia di Ferdinand Zecca - cortometraggio (1906)
- Les souliers de Dranem, regia di Ferdinand Zecca - cortometraggio (1908)
- Dranem fait ressemeler ses ribouis - cortometraggio (1910)
- Le mariage de Dranem, regia di Ferdinand Zecca - cortometraggio (1912)
- Dranem sténo-dactyle - cortometraggio (1912)
- Le Ménage Dranem - cortometraggio (1913)
- Genero sfortunato (Les mésaventures d'un gendre) - cortometraggio (1913)
- Le Médecin malgré lui - cortometraggio (1913)
- Dranem amoureux de Cléopâtre, regia di Roger Lion - cortometraggio (1916)
- La Clé de voûte, regia di Roger Lion (1925)
- J'ai l'noir ou Le suicide de Dranem, regia di Max de Rieux (1929)
- Dranem au dancing, regia di Jean Choux - cortometraggio (1930)
- Il est charmant, regia di Louis Mercanton (1932)
- Miche, regia di Jean de Marguenat (1932)
- Monsieur Albert, regia di Karl Anton (1932)
- Le Roi des palaces, regia di Carmine Gallone (1932)
- Le Beau Rôle, regia di Roger Capellani - cortometraggio (1932)
- La Poule, regia di René Guissart (1933)
- Ah! Quelle gare!, regia di René Guissart (1933)
- Un soir de réveillon, regia di Karl Anton (1933)
- Champignol malgré lui, regia di Fred Ellis (1933)
- Ciboulette, regia di Claude Autant-Lara (1933)
- La Guerre des valses, regia di Ludwig Berger e Raoul Ploquin (1933)
- Les Deux Canards, regia di Erich Schmidt (1934)
- Le Malade imaginaire, regia di Lucien Jaquelux e Marc Mérenda (1934)
- Monsieur Sans-Gêne, regia di Karl Anton (1935)
- La Mascotte, regia di Léon Mathot (1935)